# 水車

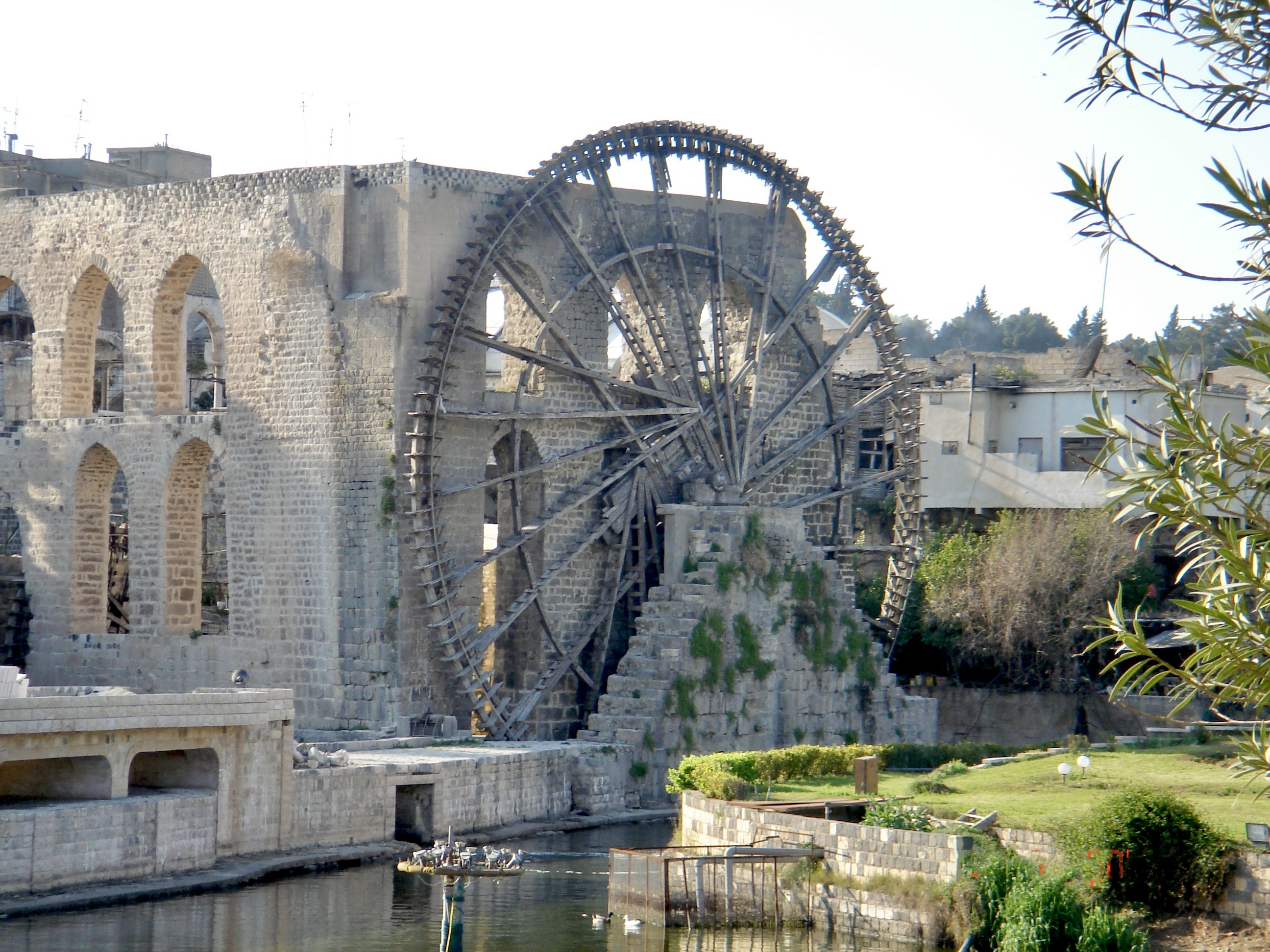
シリアではビザンチン帝国時代に水車がさかんに用いられたようである。この写真はその痕跡を残すハマーの水車。ハマーの水車は直径が小さいものでも10m程度、大きいものでは22mほどある。

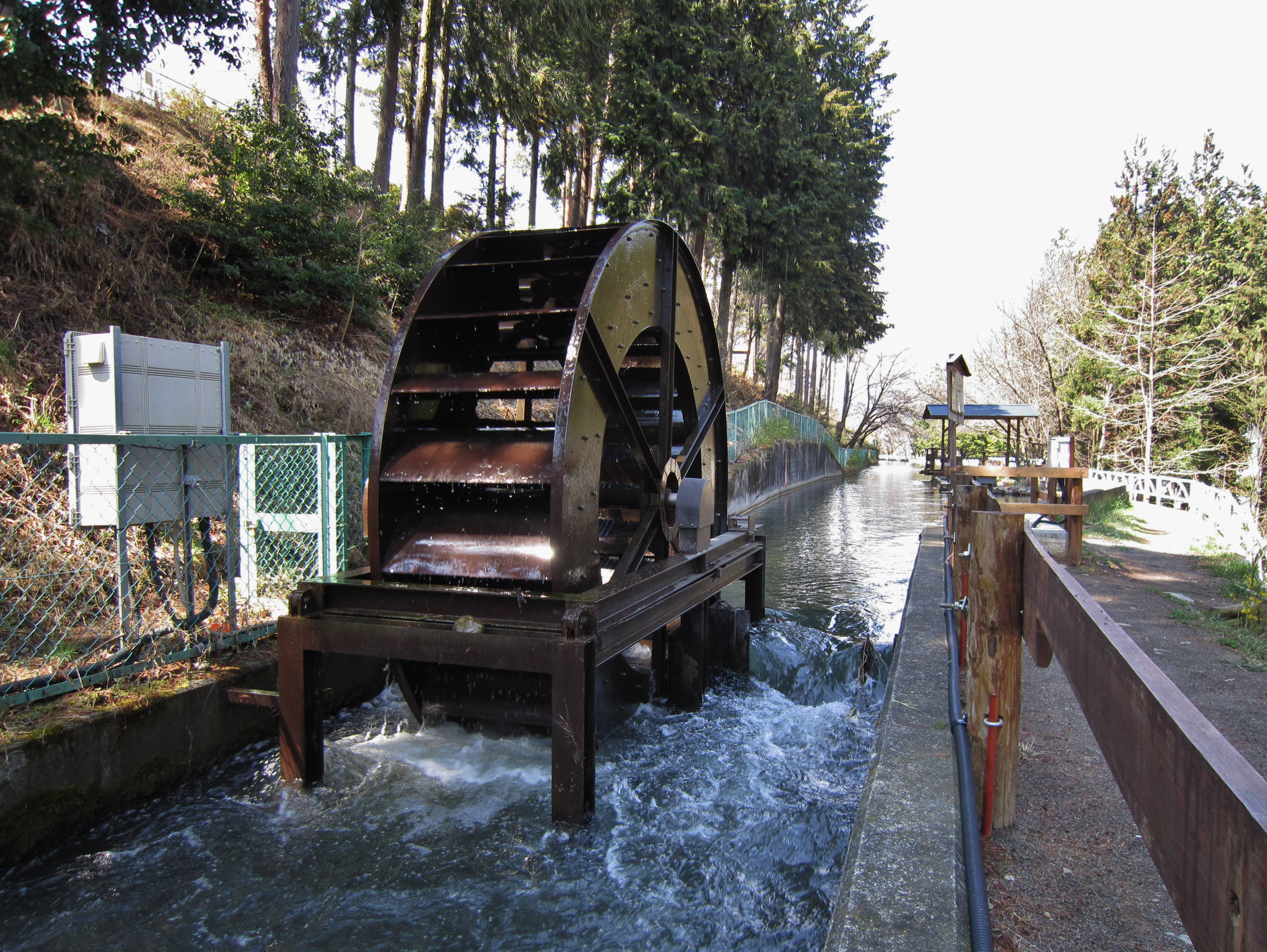
マイクロ水力発電に使われている水車（日本、長野県）。

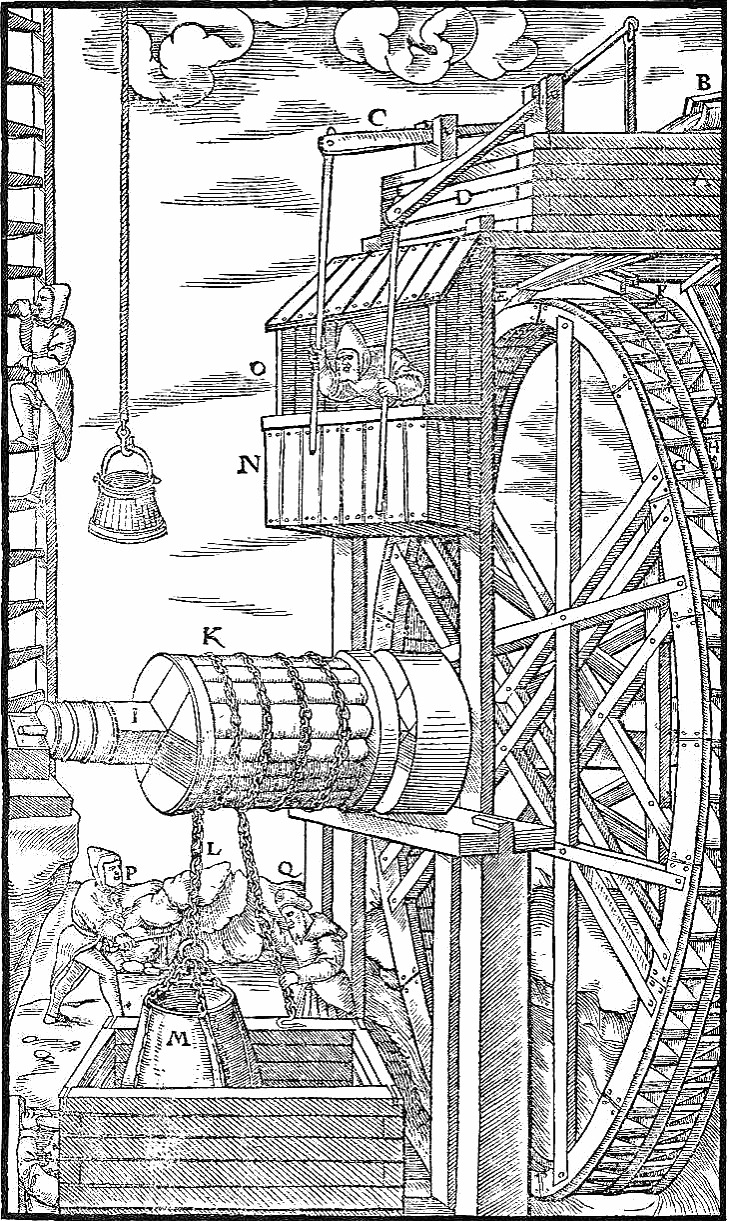
1556年のDe re metallicaに掲載された、採掘場で土を地上へ引き上げるための水車

水車（すいしゃ、みずぐるま、英: water wheel）は、水のエネルギーを機械的エネルギーに変える回転機械。

## 解説
人類が開発した最も古い原動機と言え、古代から世界のいくつかの地域で利用されており、中世にはヨーロッパで非常に普及した。たとえばヨーロッパでは揚水、脱穀、製粉（小麦の実をひいて粉にする）など農業分野で大いに用いられ、鉱物の採掘用の機械動力にも使われた。西アジアや中国でも製粉や精米用など様々な用途に用いられた。日本でも平安時代にはすでに使われていたことが判っている。
18世紀後半～19世紀前半に蒸気機関が普及してゆくにつれ水車の数の増加に歯止めがかかり、さらに19世紀末ごろから20世紀冒頭ごろにかけて電動機も普及すると、水車の利用は減っていった。
しかし、現在でも水力発電において使用されているほか、少数ながら世界各地の水流が豊富な地域では現役の機械として利用されている。電力供給の無い場所でも動力を確保できる点がメリットとなる。
揚水用の水車を水汲み水車（ノーリア）と言う。様々なタイプがあるが、水車の横に付けた容器（バケツ状の容器）で水をくみ上げるタイプのものが比較的多い。
水力発電に使うwater turbineウォーター・タービンのことも日本語では「発電用水車」と呼ぶ。近年では温暖化対策の面も持つマイクロ水力発電に多く使われるようになり、水車の利用価値は高まっている。
なお、トルクを与えて水流に変えるタイプの機械装置も「水車」と呼ばれる。電動機などで水車を回転させるものが揚水発電などに使われる。

## 歴史
紀元前2世紀ごろ小アジアで発明
動力機関としての水車は、紀元前2世紀ごろに小アジアで発明されたといわれる。
古代ローマでの状況
古代ローマの技術者ウィトルウィウスの著作『建築について』でも水車は言及されているが、滅多に使われない機械としており、奴隷労働の豊富な古代ローマ社会においては一般に余り普及しなかったようである。
中世以降に普及
むしろ文明の中心が地中海沿岸を離れ、中欧・西ヨーロッパに移行した中世以降に、同地域では安定した水量が得られる土地柄も相まって水車の利用は活発になり、急激に台数が増えた。1086年のイングランドの古文書では、推定人口140万人の同地に5642台の水車があったことが記録されている。
動力水車の使用法としては、それまではもっぱら製粉に限られていたが、10世紀ごろからは工業用動力としても使われるようになった。
中国
中国においては水力原動機らしきものは漢にみられ、宋の時代には水車力を用いて紡績工場さえ作られたようであるが、その後の発展は見られなかった。
イスラム圏
イスラム圏においても水車が用いられ、農業に用いられ、製粉も行われた。ヨーロッパのように工業用原動力として使用されることはなかった。なお、イスラム圏においてはハマーの水車（ノーリア）が有名であり、大規模な17機の農地灌漑用水車群が現在でも残り観光名所となっている。
日本での歴史
日本では『日本書紀』において推古18年(610年)高句麗から来た僧曇徴(どんちょう)が、碾磑(てんがい)という水車で動く臼を造ったといわれ、平安時代の天長6年(829年)良峯安世が諸国に灌漑用水車を作らせたとある。鎌倉時代の『徒然草』には宇治川沿いの住民が水車を造る話がある。
室町時代、15世紀に日本へ来た朝鮮通信使の朴瑞生は日本の農村に水揚水車がある事に驚き、製造法を調査し本国に報告したことが『朝鮮王朝実録』に記述されており、江戸時代の11回朝鮮通信使においても、同様に日本の水車の普及に驚いた事が記述されている。
動力水車の本格的な使用は江戸時代になってからといわれている。白米を食する習慣の広がりとともに、精米・穀物製粉のために使用されたが、江戸時代後期には工業的原動力としても部分的に使用された。水車を利用した製粉業は「水車稼ぎ」と呼ばれ、水車稼ぎに利用される用水は主に農業用水であった。
これらの水車は、水車を覆う外装部品がないため効率が低いものであった。そのため第二次世界大戦後には電動機や内燃機関の普及により日本国内では衰退したが、観光資源もしくは農業目的にて利用されている。逆に、水車を覆う外装部品がある水車は効率が90%前後と高い。このため発電用水車として独自に発展していった。
日本では現代でも木製の水車を作成する大工（水車大工）がいる。
- 葛飾北斎『富嶽三十六景』「隠田の水車」。江戸の穏田川にかかっていた水車を描いたもの。『富嶽三十六景』は江戸時代後期（1830年代）の名所絵集であるが、当時、穏田川にはいくつか水車が設置されていたという（現在の神宮前周辺に当たる）。
- 長野県長野市に19世紀に建造された水車小屋。現在、川崎市多摩区の日本民家園に移築。
- 日本民家園に移築された水車小屋の内部。心棒の回転を歯車に伝えて米搗き臼、粉ひき臼を運営する。
- 水車小屋、大正時代
- 復元された朝倉揚水車

## 分類
古典的な水車の英語での分類は以下の通り
- stream waterwheel（ストリーム・ウォーターホイール）
- undershot waterwheel（アンダーショット・ウォーターホイール）
- breastshot waterwheel（ブレストショット・ウォーターホイール）
- backshot waterwheel（バックショット・ウォーターホイール）
- overshot waterwheel（オーバーショット・ウォーターホイール）
- vertical waterwheel（バーティカル・ウォーターホイール）

水力発電用の水車の分類
「反動水車」と「衝動水車」に大分類できる
- 反動水車：圧力水頭をもつ流水をノズル等で加速しないで、羽根から出るときの反動力でランナを回転させる水車。

圧力水頭のすべてを速度水頭に変えずに、圧力を保ったまま流水の反動力によって水車を回転させる。水車から排水口までを吸い出し管でつなぎ水で満たすことによりこの高低差も利用できる。理論的には吸出し管（ドラフトチューブ）の長さは大気圧相当の10m以下となる。
反動水車にはフランシス水車、カプラン水車、斜流水車などがある。
- 衝動水車：流水をノズルから加速放出して水車の羽根を回す水車。

高落差、小流量の水車発電所に向いている。羽根に衝突した流水は自然落下させる。
衝動水車にはペルトン水車、ターゴインパルス水車などがある

## ギャラリー
- 世界最大とされる、マン島の水車Laxey Wheel（英語）（イギリス）
- 製材用水車（ノルウェー・ホルダラン県Kvam村）
- 蕎麦屋で製粉用に稼働している現役の大型水車（日本）
- カナダ・バンクーバー島の水車（GIF動画）
- 日本の水車の動画。左上から水が流れ落ちている。
- 岡山県新見市の親子孫水車。一番大きい親水車は直径13.6ｍ[3]
- 埼玉県立川の博物館の巨大水車。直径24.2mは日本一の大きさ[4]。
- 岐阜県恵那市にある道の駅おばあちゃん市・山岡の巨大水車。直径24m
- 大分県本匠村小半森林公園の大水車。直径18.18m